# Carl Romme
Carl Paul Maria Romme (Oirschot, 21 december 1896 – Tilburg, 16 oktober 1980) was een Nederlandse advocaat, rechtsgeleerde en politicus. Hij was de voorman van de KVP die in de naoorlogse jaren samen met de PvdA van Drees de Nederlandse politiek domineerde.

## Minister
Romme was voor de Tweede Wereldoorlog als jong Amsterdams gemeenteraadslid al een gedreven katholiek politicus. Regelmatig raakte hij in conflict met de socialistische wethouders Wibaut, De Miranda en Polak. Toen de SDAP in 1927 een zetel verloor, stond Romme erop, dat die partij de derde wethouder inleverde. De SDAP trok zich vervolgens helemaal terug uit het college, waarna voor "de roden" het "eerste wethouderloos tijdperk" begon. In 1929 sloot Romme een akkoord met Wibaut, dat wordt gezien als een voorbode van de Rooms-rode coalities van na de oorlog.
Na een hoogleraarschap in Tilburg werd hij in 1937 minister van Sociale Zaken in het vierde kabinet-Colijn. Hij streefde een actievere werkgelegenheidspolitiek na en stimuleerde de werklozen om in nazi-Duitsland te gaan werken. Dit resulteerde in 1938 in een gedwongen tewerkstelling van 18.000 Nederlandse mannen in Duitsland. Weigering leidde tot korting op de uitkering. Tijdens zijn verblijf in Den Haag woonde hij in Hotel De Witte Brug.
Romme kreeg ook bekendheid door zijn spaarregeling voor werklozen ('het kwartje van Romme'). In december 1937 stelde hij voor betaalde arbeid van gehuwde vrouwen (met uitzondering van kostwinsters) te verbieden: "Eene gehuwde vrouw mag geen arbeid verrichten". Dit wetsvoorstel werd door zijn opvolger, minister Van den Tempel (SDAP) ingetrokken. Het voorstel 'Wettelijke regelen in zake de kinderbijslagverzekering', die Romme eind 1938 indiende, werd uiteindelijk wel doorgevoerd. Dit voorstel hield in dat werkgevers rekening moesten houden met de gezinsgrootte van hun werknemers en een evenredige premie moesten betalen waaruit de kinderbijslag zou worden betaald. Rommes voorstel werd ondersteund door diens RKSP-collega in de ministerraad, M.P.L. Steenberghe, die al eerder had opgemerkt dat invoering van de kinderbijslag nodig was om de te verwachten drang naar loonsverhoging op te vangen. Het was echter uiteindelijk Rommes opvolger als minister, de sociaaldemocraat Van den Tempel, die het voorstel voorjaar 1940 door het parlement loodste. Er is wel beweerd dat Romme met zijn kinderbijslag een vorm van eugenetica heeft nagestreefd, maar dat blijkt uit niets. Het was veeleer aan liberale zijde, zoals van de kant van A.N. Molenaar en B.C. Slotemaker, dat eugenetische opvattingen aan de loonpolitiek gekoppeld werden.

## Sociale politiek
Na zijn ministersperiode, tot ver in de bezettingstijd, was Romme actief als belangenbehartiger van partijen in het bedrijfsleven. Hij vertegenwoordigde niet alleen de Amsterdamse confectie-industrie, maar was ook, samen met L.G. Kortenhorst, commissaris van de Algemene Publiciteits Unie (APU). Een dochterbedrijf van de APU, Remaco, werd door toedoen van Romme verkocht aan ALA Anzeigen te Berlijn. Laatstgenoemd bedrijf was groot geworden door grootscheepse verspreiding van antisemitische affiches. Tegelijkertijd bleef Romme een rol spelen bij de sociale politiek en de uitvoering daarvan. In een boekje over sociale politiek, dat als een 'wegwijzer naar de nieuwe tijd' werd aangekondigd, bleef hij de verplichte tewerkstelling in de Arbeidsdienst aanprijzen als het belangrijkste middel om tot 'sociale gezindheid' te komen. In maart 1941 werd Romme benoemd tot lid van het College van Rijksbemiddelaars, een instantie die onder meer de cao's moest toetsen. Van dat College werd hij al spoedig voorzitter. Evenals Kortenhorst voorstander van regulering van de loonvorming, bevorderde Romme in zijn nieuwe hoedanigheid de totstandkoming van cao's. Dit beleid leidde tot menig conflict met die-hard liberalen als de Twentse textielfabrikanten. Of het nu was uit rancune over de kinderbijslag - die door de liberale ondernemers werd beschouwd als een 'boete' op de kinderrijkdom van hun personeel - of uit een belangenconflict tussen de Amsterdamse en de Twentse confectie-industrie, tussen Romme en de Twentse textielondernemers kwam het niet meer goed. Hoogstwaarschijnlijk behoorde naar de NSB-pers gelekte informatie over Rommes commissies voor geleverde uniformen in de confectiebranche tot de wapens waarmee de fabrikanten probeerden Romme buitenspel te zetten.

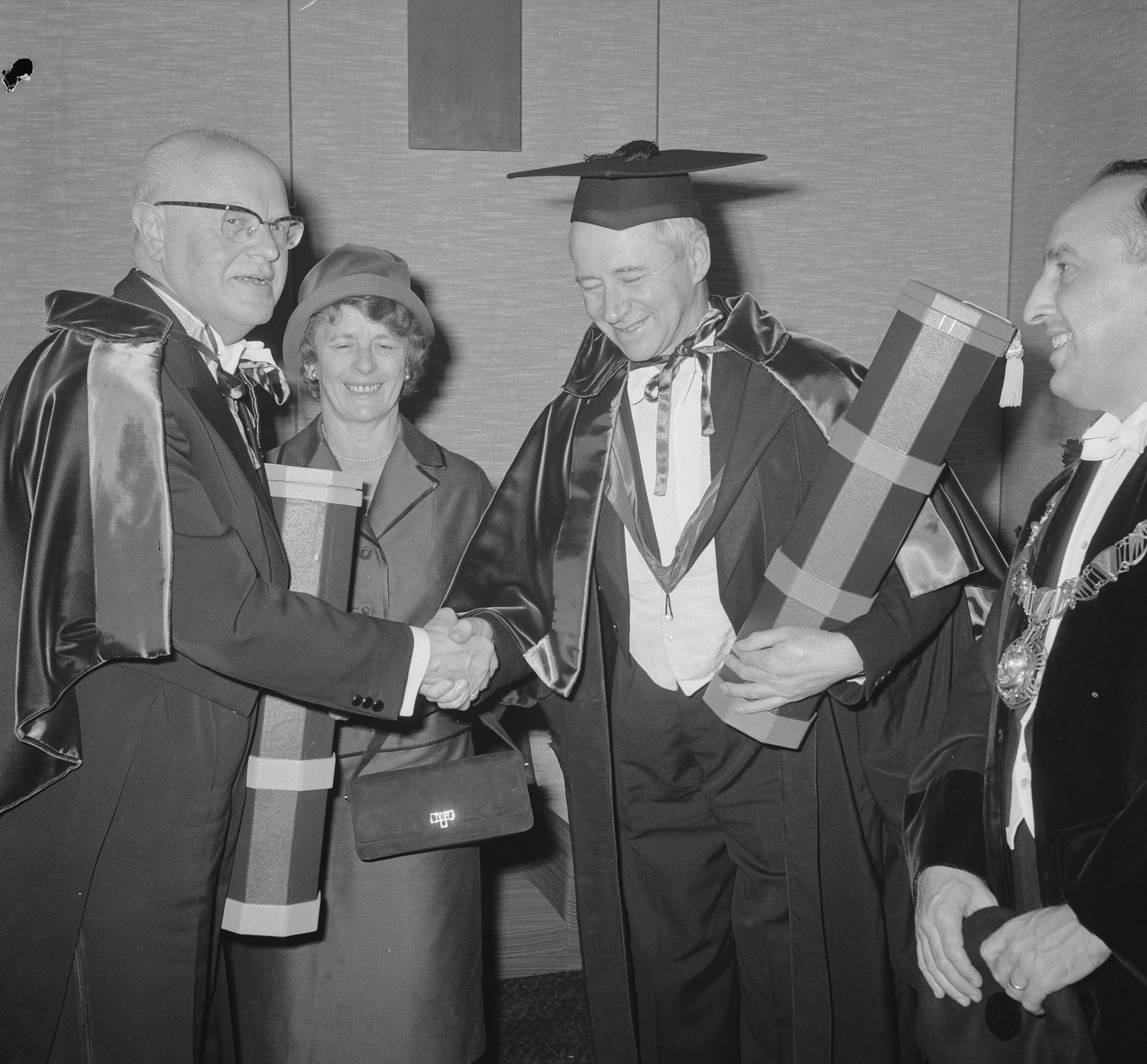
Romme (links) en Colin Clark ontvangen een eredoctoraat van Universiteit van Tilburg in 1962. Clarks vrouw Marjorie staat ertussen.

Gedurende de gehele periode na de bevrijding hield Romme zich op afstand van posities binnen de regering. Ongetwijfeld speelde hierin het feit een rol dat het College van Vertrouwensmannen, Schermerhorn en Van der Goes van Naters van een of meer oorlogsdossiers (dat over Remaco in het bijzonder) op de hoogte waren gesteld, waardoor Romme in een kwetsbare positie kwam te verkeren. Wel maakte Romme deel uit van de Nederlandse regeringsdelegatie ten tijde van de Indonesische onafhankelijkheidsstrijd en was hij in 1951 informateur voor het kabinet-Drees I. Hij was tot 1961 fractieleider en werd toen staatsraad. Tevens was hij van 1945 tot eind 1952 politiek hoofdredacteur van de Volkskrant.
Hij had als bijnaam: 'de Sfinx van Overveen', naar het dorp waar hij van 1938 tot in de jaren vijftig woonde.
Romme werd bijgezet op de R.K. begraafplaats Buitenveldert in Amsterdam in het monumentale graf van zijn schoonfamilie.
- Biografisch Portaal: 37232174
- Digitale Bibliotheek voor de Nederlandse Letteren: romm002
- Gemeinsame Normdatei: 119046849
- International Standard Name Identifier: 0000 0000 3205 0601
- Library of Congress Control Number: n92073082
- Nederlandse Thesaurus van Auteursnamen: 069004579
- Parlement.com: vg09ll5y18z6
- Istituto Centrale per il Catalogo Unico: NAPV101435
- Virtual International Authority File: 72195640
- WorldCat: E39PBJtmrXYytkbHDVYQqXtMyd